# Фривил (Њујорк)
Фривил (енгл. Freeville) град је у америчкој савезној држави Њујорк.

## Демографија
По попису из 2010. године број становника је 520, што је 15 (3,0%) становника више него 2000. године.
| Група             | 2000.       | 2010.       |
| Белци             | 484 (95,8%) | 488 (93,8%) |
| Афроамериканци    | 3 (0,6%)    | 18 (3,5%)   |
| Азијати           | 2 (0,4%)    | 1 (0,2%)    |
| Хиспаноамериканци | 7 (1,4%)    | 5 (1,0%)    |
| Укупно            | 505         | 520         |